# Античне святилище на Жеваховій горі
Анти́чне святи́лище на Жева́ховій горі́ — комплекс давньогрецьких споруд ритуального призначення V-IV століття до н. е.. Дослідники вважають його присвяченим давньогрецьким богиням Деметрі та Персефоні та називають одним з найкрупніших святилищ у Північному Причорномор'ї цієї епохи.

## Історія розкопок на Жеваховій горі
Перші давньогрецькі знахідки на Жеваховій горі були відкриті основоположником одеської археології І. О. Стемпковським ще у 20-х роках ХІХ ст. У ті часи схили гори були всіяні залишками античної кераміки, що, на думку науковця, визначало межі давнього поселення.
На самому початку ХХ століття, коли гора покрилася межами приватних ділянок, а біля її підніжжя почав будуватися цегловий завод, почалося активне розкопування місцевих курганів. Те, що знаходили всередині їх, привернуло увагу і одного з найбільш видатних одеських археологів Ернста фон Штерна, який відзначив важливість Жевахової гори для дослідження античного минулого Одеси. Сам він вважав, що на цій горі розташовувався «перевалочний пункт» давньогрецьких морських шляхів у Ольвію та Тіру.
Тим не менш, одеські археологи впродовж ХХ ст. займалися розкопками на Жеваховій горі небагато: всередині 1950-х років гору на предмет античних старожитностей досліджував М. С. Сініцин, а у 1972 р. — Е. І. Діамант. Другий, зокрема, у південно-західній частині плато знайшов залишки житлових приміщень і глибокі ями, заповнені золою та попелом (дослідник порахував їх за сміттєві). Однак важко було собі уявити на безводному плато яке-небудь постійне поселення.
Гіпотеза про святилище була висунута після розкопок експедиції Південноукраїнського державного педагогічного університету у 2006 р. Її учасники звернули увагу, що у тих самих глибоких ямах під золою і попелом багато цілих, непошкоджених господарських знарядь: риболовних грузил, наконечників стріл, елементи прядок, амфори і сосуди для пахощів. На уламку нижньої частини однієї з чорнолакових амфор був видряпаний напис-присвячення «ΟΛΥ», що могло бути скороченням від «Олімпійська», епітету богині.
Координати - 46.54269, 30.73721

## Будова і функціонування святилища
Експедиція 2006 року виявила загалом 26 археологічних пам'яток на Жеваховій горі, частина з яких мала священний і ритуальний характер. Давні греки мали звичай будувати «культові ями», які використовувались для ритуалів, присвячених плодючості, землеробству і поклоніння землі, відтак — богині Деметрі. Відомо, що у культових практиках ця богиня виступала в парі зі своєю донькою — Корою-Персефоною, дружиною володаря підземного світу Аїда. Шануючи її, давні греки жертвували їй нижні частини сосудів, які асоціювалися з підземним світом і ніби «годували» його мешканців. Ритуальні ями розташовувались на плато за суворим плануванням, а нагорі оздоблювалась «маяком» з масивної тесаної вапнякової плити.
Дослідники зазначають, що на цьому святилищі повинно було відбуватися свято Тесмофорій. Воно відзначалося жінками наприкінці жовтня, було пов'язане із забезпеченням щасливого подружнього життя і плодючості землі на наступний рік.
За декілька метрів від крутого обриву вбік моря археологи знайшли також Омфал: на дні 6-метрової ями, засипаної попелом і золою, знаходився 1,5-метровий насип з перепаленого ґрунту. Такі «вогняні вівтарі» відомі в усьому античному світі як «пупи землі», — мініатюрні відтворення давньогрецької картини Всесвіту. Символічно ж це означало те, що для місцевих греків-колоністів ця земля вже уявлялась як «центральна», «священна», «своя».
Цей факт ще більше знаменний, оскільки Жевахова гора розташовувалась на межі впливу двох могутніх міст-держав Північного Причорномор'я — Ольвії та Істрії. Більш того, святилище на ній позначало південно-західний рубіж Ольвійського полісу (так, як святилища на Тарханкутському півострові та на березі Бузького лиману позначали відповідно південно-східний і північний кордони).
Цікавою знахідкою на території Жевахогірського культового комплексу є також лист на свинцевій пластині до ольвійця Протагора (не варто, вочевидь, плутати його із однойменним давньогрецьким філософом середини V ст. до н. е.) із пропозицією повернутися на батьківщину у зв'язку з тим, що події, які мали для нього неприємний резонанс, владналися.